# 25944 Charlesross
25944 Charlesross è un asteroide della fascia principale. Scoperto nel 2001, presenta un'orbita caratterizzata da un semiasse maggiore pari a 2,4074219 au e da un'eccentricità di 0,2061342, inclinata di 3,58632° rispetto all'eclittica.